# 伊勒沙代
伊勒沙代（英語：El Shaddai），又譯全能神、全能者，意譯為全能的神（英語：God Almighty），猶太教與基督教中上帝的名字。在烏加里特語或迦南語中，通常被譯為埃爾（El），也就是神或上帝的意思。

## 字源
伊勒（希伯來語：אל，El）的字根來自於西北閃語的埃爾（El），沙代（希伯來語：שַׁדַּי，Shaddai）的起源則有不同說法。沙代（希伯來語：שַׁדַּי，Shaddai）可能源自於阿卡德語的shadû（意思是山），在西北閃語中是一座位在幼發拉底河邊聖山的名稱。而阿卡德語shaddā`û或shaddû`a 意思是居住在群山之中。因此，它的原來的意思可能是伊勒，眾山的神（英語：God of the mountains）。
希伯來語：（shadad） 意思是去征服、或去毀滅。因此沙代（希伯來語：שַׁדַּי，Shaddai）也有毀滅者的意思。希伯來先知經常以此來強調神的威力。這是沙代另一個可能的字根起源。
沙代的字根「沙迪」(希伯來語：שד, shad, ) 意思是乳房。聖經學者大衛拜奧（David Biale）指出，在創世記中出現過的六次伊勒沙代，當中有五次都與列祖生養眾多的祝福有關。他認為沙代的原初意思與生育密切相關，只是因為希伯來聖經後期的作者過於著重伊勒沙代作為毀滅者的角色，以致這起初的意思被遺忘了。

## 希伯来聖經
《希伯来聖經》中使用伊勒沙代的名稱來稱呼神，多半與亞伯拉罕家族有關。
在《約伯記》及《詩篇》中，多次以此為上帝的名稱。它通常會與伊勒伊羅安一起使用。